# 2011年ミャンマー洪水
2011年ミャンマー洪水は、2011年10月19-20日にかけてミャンマーで発生した洪水。

## 概要

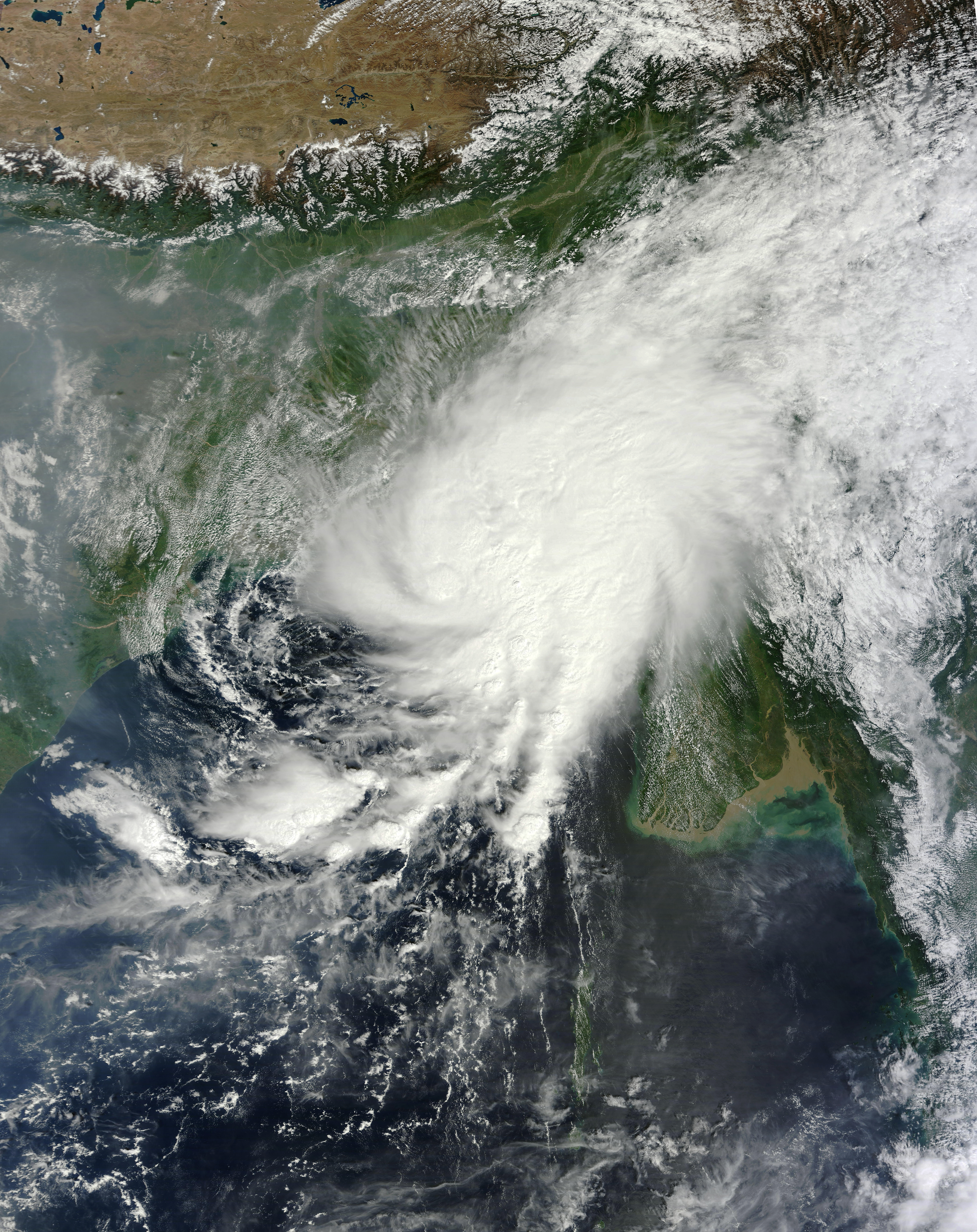
サイクロン BOB_04の衛星画像（2011年10月19日）

10月19日にインド洋で発生したサイクロン（BOB_04）がベンガル湾からミャンマーとバングラデシュの国境地域に上陸。中部のマグウェ管区、マンダレー管区、ザガイン管区において35,000人が被災するなど、大きな被害を出した。パコックでは1,700人が僧院に避難したほか、マグウェ管区のセイピュー地区では25ヶ村で約3,700棟の住宅が水没し、その内およそ1,200棟が流出。ミャンマー政府が確認したもので死者215人、行方不明者を含めると300人に達した。被害額はミャンマーで164万ドル（当時の金額で1億2,400万円）。
10月27日、日本政府は1,000万円相当の緊急援助物資（浄水器，発電機等）の供与を行うことを決定。28日には国際協力機構による援助物資の引き渡しが行なわれた。